# 安條克四世 (科馬基尼)
安條克四世，是科馬基尼王國最後一任國王（38年、41年－72年）、羅馬帝國對付帕提亞的盟友及塞琉西帝國國王塞琉古一世的後裔。

## 生平
安條克四世是晚期國王安條克三世的兒子，他接受了羅馬皇帝卡利古拉交回給他的、來自父系的王國統治權。卡利古拉甚至將部份的奇里乞亞封給安條克，使他的疆界擴大至海岸。卡利古拉又贈給他科馬基尼作為羅馬行省的二十年期間的全部庫房收入。至今仍不大清楚為甚麼會對一個附庸國國王如此慷慨；也許是卡利古拉的怪癖忽然發作。安條克與卡利古拉極其親密地一起生活，他與希律·亞基帕（大希律王的孫兒，後來的亞基帕一世）說是皇帝的極權統治藝術的導師。但這友情並不持久，因他之後被卡利古拉罷免。
直至公元41年克勞狄一世登基成為羅馬皇帝，安條克才重獲他的王國。在公元43年，他的兒子（也叫做安條克）與亞基帕的女兒德魯西拉（Drusilla）訂親。 公元53年，安條克在奇里乞亞平定了一些蠻族（Clitae）的叛亂。在公元55他受尼祿所命徵集軍隊攻打帕提亞人，及在公元59年效力於科布洛（Gnaeus Domitius Corbulo）將軍對抗大亞美尼亞國王提爾達特一世（帕提亞國王沃洛吉斯一世的兄弟）。他在這次戰爭的效勞使他在公元61年獲得部份大亞美尼亞的封地。
當維斯帕先在公元70年稱帝時，安條克是擁護維斯帕先的；安條克被認為是最富有的附庸國國王。同年，他派遣兒子小安條克領兵，協助提圖斯圍攻耶路撒冷。
安條克僅在兩年後便倒台，因他在公元72年被敘利亞總督帕伊圖斯（Paetus）指控與帕提亞人秘密謀反羅馬。結果，自被卡利古拉首次任命起在位34年後，他喪失了他的王國。他的兩個兒子（Epiphanes和Callinicus）在與羅馬部隊短暫衝突後逃到帕提亞。安條克本人則在拉塞達埃蒙（Lacedaemon，現今的斯巴達）退隱，後來又到了羅馬，並在那裡與兩個兒子度過餘生，他仍然得到極大的尊重。

## 婚姻與子女
安條克娶了妹妹Iopata為妻子，並育有三名孩子：女兒與母同名也叫Iopata；兒子小安條克（Antiochus Epiphanes）則與父同名；另一兒子名叫卡里尼科斯（Callinicus）。他們有一名孫兒費洛帕波斯（Philopappos）居住在希臘的雅典。